# Liourdres
Liourdres ist eine Gemeinde im Bereich des Zentralmassivs in Frankreich. Sie gehört zur Region Nouvelle-Aquitaine, zum Département Corrèze, zum Arrondissement Brive-la-Gaillarde und zum Kanton Midi Corrézien. Liourdres ist die südlichste Gemeinde des Départements Corrèze. Sie grenzt im Norden an Sioniac, im Osten an Astaillac, im Süden an Girac, im Südwesten an Puybrun und im Nordwesten an Bilhac. Die Dordogne fließt auf der Seite von Girac an der Gemeindegrenze entlang.

## Bevölkerungsentwicklung
| Jahr      | 1962 | 1968 | 1975 | 1982 | 1990 | 1999 | 2008 | 2017 |
| --------- | ---- | ---- | ---- | ---- | ---- | ---- | ---- | ---- |
| Einwohner | 288  | 266  | 253  | 224  | 205  | 182  | 208  | 248  |

## Sehenswürdigkeiten
- Romanische Kirche Saint-Clair aus dem 12. Jahrhundert

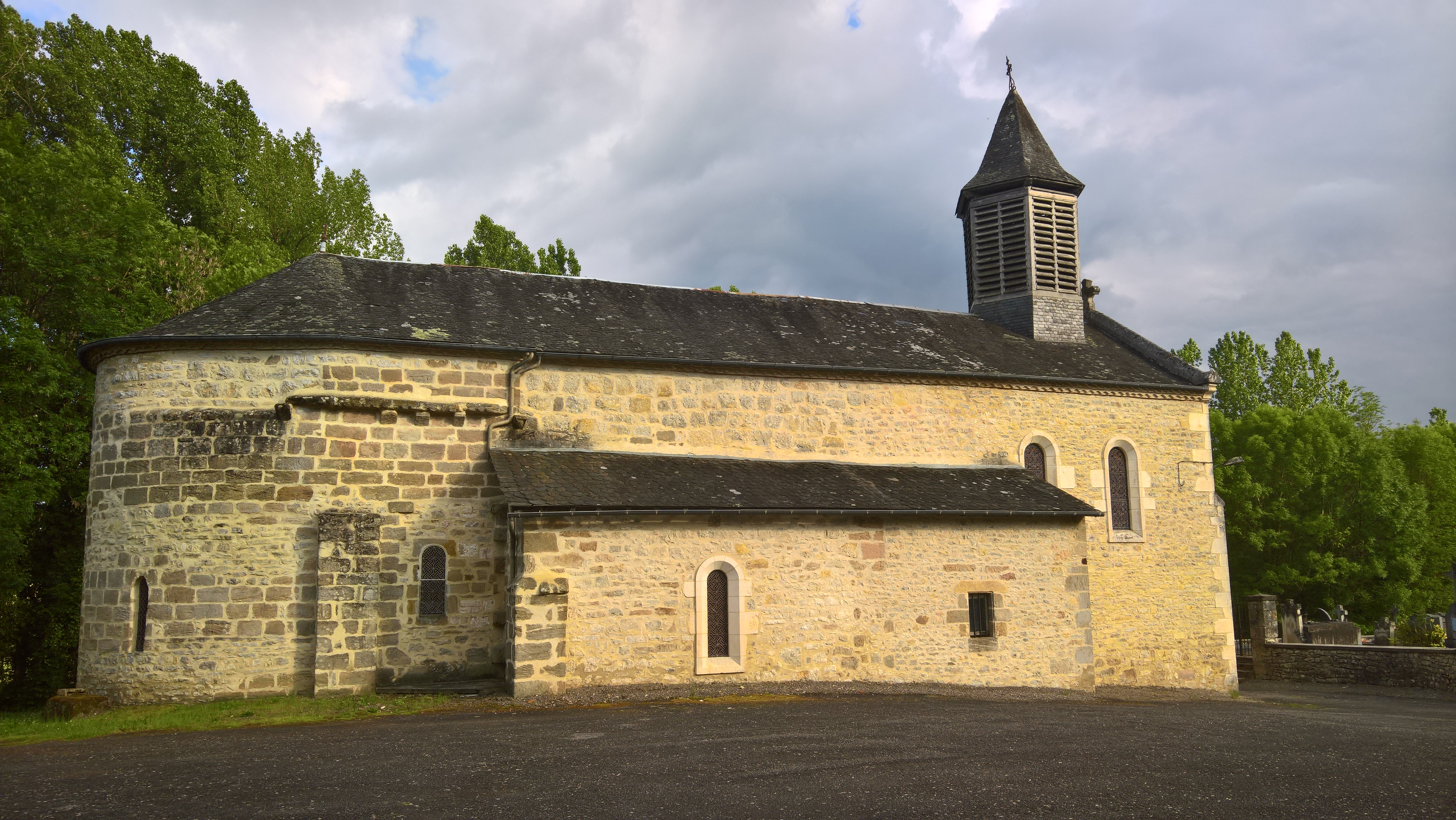
Kirche Saint-Clair